# گورهامز بلاف (آلاباما)
گورهامز بلاف (به انگلیسی: Gorham's Bluff) یک منطقهٔ مسکونی در ایالات متحده آمریکا است که در آلاباما واقع شده‌است.